# Zygmunt Ubysz
Zygmunt Ubysz herbu Cholewa (zm. w 1664 roku) – chorąży dobrzyński w latach 1645-1648.
Poseł sejmiku bełskiego na sejm 1658 roku.